# Benjamin Constant do Sul
Benjamin Constant do Sul este un oraș în Rio Grande do Sul (RS), Brazilia.